# Легированная сталь
Леги́рованная сталь — сталь, содержащая кроме железа и углерода (углеродистая сталь) другие специально вводимые в её состав элементы. Целью введения добавок может быть увеличение механических свойств (прочность, пластичность, ударная вязкость, прокаливаемость), химическая или тепловая стойкость (нержавеющие и котловые, быстрорежущие стали), магнитные качества.
В качестве легирующих могут применять такие добавки, как хром, никель, кремний, марганец, молибден, вольфрам, ниобий, бор, медь, азот (в химически связанном состоянии), ванадий, титан и др.

## Классификация сталей
По структуре: ферритные, перлитные, аустенитные, мартенситные, двухфазные ферритно-мартенситные, мартенситно-стареющие и другие. Смотря по применяемой термообработке, структура стали может отличаться, однако стали разного состава имеют оптимальные для их применения режимы термообработки и соответственно, оптимальную с точки зрения свойств структуру.
Так, стали с аустенитной структурой имеют высокую коррозионную и химическую стойкость, мартенситные — твёрдость и прочность, а также магнитные качества, двухфазные ферритно-мартенситные — высокую степень деформационного упрочнения и способность к очень глубокой вытяжке.
По степени легирования стали разделяют на:
- низколегированную (легирующих элементов до 2,5 %),
- среднелегированную (от 2,5 до 10 %),
- высоколегированную (от 10 до 50 %)[2].

По химическому составу: хромомарганцевокремниевые (30ХГС, ЗОХГСА, и подобные), хромоникелевые (12ХН3А, 20ХН, 30ХН), хромоникельмолибденовые (30Х2Н2МА и подобные), сильхромы (33ХС, 38ХС), и другие. Легирующие элементы по разному влияют на свойства стали (в том числе в закалённом виде), причём из-за присутствия других элементов их действие может отличаться. Внесение кремния обычно значительно поднимает предел текучести и твёрдость с падением пластичности, хром и марганец повышают прокаливаемость и прочность, никель значительно снижает предел хладноломкости и повышает ударную вязкость, молибден сильно увеличивает вязкость и прокаливаемость, ванадий измельчает зерно, вольфрам увеличивает красностойкость, медь уменьшает коррозию.
Поскольку легирующие элементы дороже железа, их добавки удорожает сталь. Кроме того, при большом списке вводимых легирующих элементов возникает значительный разброс химического состава, что влечёт за собой разброс механических показателей. Поэтому легированные стали чаще всего применяют в тех случаях, когда трудно или невозможно добиться необходимых свойств применением обычной углеродистой стали. Например, без легирования невозможно добиться сквозной прокаливаемости деталей с большим сечением, и применение добавок, замедляющих распад аустенита, даёт возможность использовать сквозную закалку таких деталей. Ярким примером необходимости достаточного легирования является, например, танковая броня (45Х2НМФБА и подобные).
По качеству легированные стали по ГОСТ разделяют на обычные (без добавочной буквы, например 30ХГС), качественные (буква А, например 30ХГСА, 30Х2Г2НТРА), высокачественные электрошлакового переплава (-Ш), высокачественные вакуумно-дугового переплава (-ВД), и специальные (цифровое обозначение, перед которым буква Э). Качественные и высококачественные имеют меньшее содержание вредных примесей — серы, фосфора, кислорода и азота. Такие неметаллические примеси значительно снижают механические свойства даже при небольшом содержании, так что их удаление приводит к значительному росту пластичности и ударной вязкости стали. Состав специальных сталей (Эnnn) определяется отдельными техническими условиями (ТУ), состав легирующих элементов в марке стали не показан.

## Маркировка по ГОСТ
В отличие от ГОСТ 380—2005, определяющего состав и обозначение углеродистых сталей обыкновенного качества, обозначение качественных углеродистых (ГОСТ 1050—2013) и легированных сталей (ГОСТ 4543-2016) состоит из цифр и букв, показывающих их химический состав, степень очистки, иногда специальное назначение.
| Маркировка               | Элемент                |    |
| ------------------------ | ---------------------- | -- |
| Г                        | марганец               | Mn |
| С (от лат. «силициум»)   | кремний                | Si |
| Х                        | хром                   | Cr |
| Н                        | никель                 | Ni |
| Д                        | медь                   | Cu |
| А                        | азот                   | N  |
| Ф                        | ванадий                | V  |
| Б                        | ниобий                 | Nb |
| В                        | вольфрам               | W  |
| Е                        | селен                  | Se |
| К                        | кобальт                | Co |
| Л                        | бериллий               | Be |
| М                        | молибден               | Mo |
| Р                        | бор                    | B  |
| Т                        | Титан (элемент)        | Ti |
| Ю                        | алюминий               | Al |
| Ц                        | цирконий               | Zr |
| П (от лат. «phosphorus») | фосфор                 | P  |
| Ч                        | редкоземельные металлы |    |

Первые цифры показывают содержание углерода в сотых долях процента, затем следуют буквы и цифры, указывающие на легирующий элемент и его долю в процентах. Пропущенная цифра в обозначении указывает на его долю в содержании около 1 %, либо менее этого.
Пример: 110Г13Л — сталь с 1,1 % углерода и 13 % марганца, литейная — используется для зубьев экскаваторов, гусениц танков, тюремных решёток, дужек замков, военных касок; 08Х13 — 0,08 % углерода, 13 % хрома — детали, подвергающиеся резким ударным нагрузкам (клапаны гидравлических прессов, предметы домашнего обихода).
Дополнительные обозначения в начале и в конце марки:
Р — быстрорежущая;
Ш — шарикоподшипниковая;
А — автоматная;
Э — электротехническая;
Л — полученная литьём;
и др.
Исключения:
1. содержание в шарикоподшипниковых сталях хрома в десятых долях процента (например, ШХ4 — Cr 0,4 %);
2. в марке быстрорежущей стали, цифра после «Р» — содержание вольфрама в %, и во всех быстрорежущих сталях содержание хрома 4 %.

Буква А в середине марки стали показывает содержание азота, а в конце — что сталь чистая по сере и фосфору (содержание фосфора и серы в такой стали не превышает 0,03 %).

Две буквы А в конце — «АА» — означают, что сталь особо чистая (ещё более чистая по сере и фосфору).
Примеры:
- сталь 18ХГТ — 0,18 % С, 1 % Сr, 1 % Мn, около 0,1 % Тi;
- сталь 38ХН3МФА — 0,34—0,40 % С, 0,8—1,2 % Сr; 3-3,5 % Ni, 0,35—0,45 % Мо, 0,1—0,18 % V[9];
- сталь 30ХГСА — 0,30 % С, 0,8—1,1 % Сr, 0,9—1,2 % Мn, 0,8—1,25 % Si;
- сталь 03Х13АГ19 — 0,03 % С, 13 % Сr, 0,2—0,3 % N, 19 % Мn.